# 托马斯·米基利
小托马斯·米基利（英語：Thomas Midgley Jr.，1889年5月18日—1944年11月2日），美国机械工程师和化学家，因研發对當代具有巨大貢獻以及污染之四乙基铅和氟利昂而闻名于世。
虽然米基利在世时得到了很多赞誉，他发明的产品四乙基铅和氟利昂性能优良，被大量使用，但后来这两种物质对环境和人体健康的巨大破坏作用逐渐显现，先后被限制使用和停用，這都已經是他死後30年的事了，而每天接觸鉛化合物的他本人也深受其害。因而其一生化工成就被後世媒體評為「令人遺憾的驚世天賦」。米基利因此被環境歷史學家約翰·R·麥克尼爾称为“历史上對大氣層傷害最大的單獨有機个体”。

## 早年生活
米基利于1889年出生在美国宾夕法尼亚州的比弗福尔斯。他在俄亥俄州哥伦布长大，1911年时，从康奈尔大学机械工程专业毕业。他持有一百多项发明专利。他的父亲也是一个发明家。

## 含铅汽油

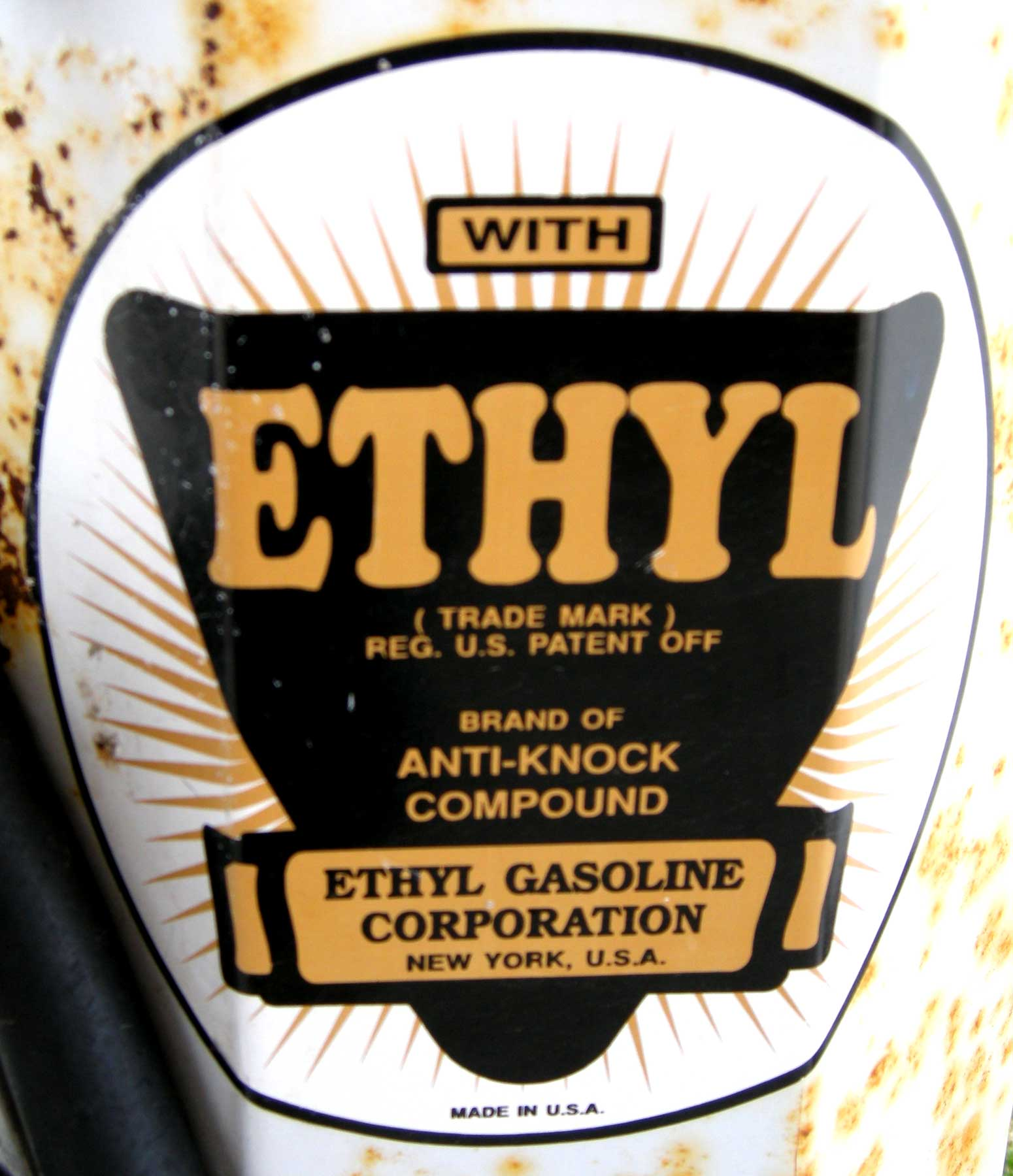
一个古董的汽油泵的四乙基鉛（Tetraethyllead）抗爆化合物的广告标志，这是一种汽油添加剂

1916年米基利加入通用汽车旗下的戴顿实验室，在查尔斯·凯特灵（Charles Kettering）手下工作。由于要研究新的汽油抗爆震剂，因此米基利自学了几年化学。1921年12月，米基利发现了一个优良的汽油抗爆剂——四乙基铅。四乙基铅合成容易，价格便宜，而且汽油中只要加入少量的四乙基铅，就能显著提高汽油的抗爆性能。因此四乙基铅受到石油公司和汽车公司的欢迎，特别是当时拥有此项专利的通用汽车公司。含铅汽油也被看作是比乙醇和乙醇混合燃料性能更好且更为便宜的燃料。
铅和部分铅化合物在当时都是已知的毒物，因此米基利在发明四乙基铅后，仅将其称作“乙基”（Ethyl），刻意避免提到铅，以免引起人们的惶恐。
1922年12月，美国化学会授予米基利尼克斯奖章。
随着含铅汽油的推广，四乙基铅在汽油燃烧时产生的铅严重污染了大气，使得世界各地患铅中毒的人急剧增多，大量中毒後的人們陷入暴躁易怒的症狀，都市地區的犯罪率也大幅上升，人们对含铅汽油的质疑也逐渐增加。米基利本人在与有机铅化合物接触一年以后，也不得不给自己放长假，以缓解含铅粉尘对肺的压力。
1923年4月，通用汽车开设了一个下属的化学公司，聘用查尔斯·凯特灵为总裁，米基利为副总裁，专门负责监督当时负责生产四乙基铅的杜邦公司。杜邦公司在生产四乙基铅期间，有两名工人因铅中毒而死亡，数人患病。其他的生产工人因此对四乙基铅怨声连连，要求停止生产这种产品。
尽管如此，通用汽车对杜邦公司的生产效率仍不满意。1924年，通用汽车和标准石油公司共同创办了“乙基汽油公司”，摒弃了杜邦公司生产四乙基铅时用的“溴化物法”，改用需要高温且更为危险的“氯乙烷法”来专门生产四乙基铅。然而，该工厂开始仅两个月，就有五名工人相继因铅中毒而死亡，加深了公众对四乙基铅安全性的怀疑。
10月30日，米基利举办新闻发布会，向公众证明四乙基铅的使用是安全的。会上他以自己为实验对象，先是将四乙基铅洒在他手上，然后打开一瓶四乙基铅，将其放在鼻子下闻了60秒。试验完后的他安然无恙，于是他向媒体说，他就是每天都暴露在这样的环境下，也从来没有发生过任何问题，因此四乙基铅是安全的。讽刺的是，发布会几天后，该工厂就被所在的新泽西州州政府强制关闭；米基利也因為中毒而要送醫治療，並用将近一年的时间才能从这60秒的四乙基铅中缓过来。
含铅汽油在1980年代末期被禁止使用。
含鉛汽油在2021年經聯合國發佈在全世界停產。

## 发现氟利昂
1930年，通用汽车公司又给了米基利另一项任务：研制一种能用于家用电器的无毒、安全的制冷剂。于是他和查尔斯·凯特灵一起，发现了一个性能优良的制冷剂——二氯二氟甲烷。二氯二氟甲烷是氯氟碳化合物（CFC）的一员，米基利将这类化合物称为“氟利昂”，是一类无毒、不可燃且容易液化的气体。此后CFC很快替代了当时一些有毒或有爆炸性的制冷剂，成为最主要的制冷物质。1937年，米基利因此被授予珀金奖章。
1974年时发现了氟利昂对臭氧层的破坏作用。1987年签署的《蒙特利尔议定书》限制了氟利昂的使用。1996年，氟利昂的应用才全面被禁止。

## 晚年生活
1941年，美国化学会授予米基利普利斯特里奖，并于次年授予他威拉德·吉布斯奖。1944年他成为美国化学学会的主席。
1940年，51岁的米基利患上脊髓灰质炎而導致其於移動上有困難，因此他為自己设计了一套绳索滑轮系统以帮他在床上抬身或翻身。1944年，他被该装置中的滑轮绳索缠住，窒息而死，终年55岁。